# أسرة وسكس
أسرة وسكس (تعرف أيضا باسم بيت سيرديك أو سيرديسينغاس بالإنجليزية القديمة) هي عائلة حاكمة بقيادة سيرديك وسكس حكمت مملكة في جنوب غرب إنجلترا (تعرف باسم مملكة وسكس) من القرن السادس وحتى توحيد الممالك الإنجليزية على يد ألفريد العظيم وخلفاؤه. 
يعتبر ألفريد وخلفاؤه جزءًا من هذه السلالة أيضًا التي استمرت في الحكم حتى إثيلريد أونريدي (حفيد ألفريد العظيم) ، حكم إثيلريد في أواخر القرن العاشر وأوائل القرن الحادي عشر وشهد عهده الاحتلال الدنماركي لبلاده والذي لم يدم لفترة طويلة حيث توفي هو وابنه إدموند أيرونسايد وتولى الملك الدنماركي كنوت العظيم وخلفاؤه الحكم عام 1042.